# جوزيف كونستنت
جوزيف كونستنت (بالفرنسية: Joseph Constant)‏ هو كاتب فرنسي وإسرائيلي، ولد في 1892 في يافا في إسرائيل، وتوفي في 3 أكتوبر 1969 في باريس في فرنسا.